# 100 Wörter des Jahrhunderts
100 Wörter des Jahrhunderts war der Titel eines Medienverbundes von 3sat, DeutschlandRadio Berlin, der Süddeutschen Zeitung und dem Suhrkamp Verlag. Innerhalb dessen wurde 1999 eine Sammlung von 100 Wörtern, die als für das 20. Jahrhundert besonders bezeichnend angesehen wurden, im öffentlich-rechtlichen Fernsehen sowie Hörfunk, in einer überregionalen Zeitung und in einem Buch vorgestellt.

## Organisation und Jury
Ausgewählt wurden die Wörter von einer Jury prominenter Persönlichkeiten aus den Bereichen Publizistik, Literatur und Fernsehen auf Initiative der 3sat-Redaktion Kulturzeit. Das Projekt wurde von der Gesellschaft für deutsche Sprache e. V. wissenschaftlich unterstützt.
Der Jury gehörten an:
- Friedrich Dieckmann, Literaturwissenschaftler
- Hans Helmut Hillrichs, Leiter der ZDF-Hauptredaktion Kultur
- Walter Jens, Professor für Rhetorik
- Friedrich Küppersbusch, Fernsehmoderator
- Sigrid Löffler, Feuilletonchefin der Zeit
- Peter von Matt, Literaturwissenschaftler
- Johannes Willms, Feuilletonchef der Süddeutschen Zeitung

## Liste
in alphabetischer Reihenfolge
- Aids
- Antibiotikum
- Apartheid
- Atombombe
- Autobahn
- Automatisierung
- Beat
- Beton
- Bikini
- Blockwart
- Bolschewismus
- Camping
- Comics
- Computer
- Demokratisierung
- Demonstration
- Demoskopie
- Deportation
- Design
- Doping
- Dritte Welt
- Drogen
- Eiserner Vorhang
- Emanzipation
- Energiekrise
- Entsorgung
- Faschismus
- Fernsehen
- Film
- Fließband
- Flugzeug
- Freizeit
- Friedensbewegung
- Führer
- Fundamentalismus
- Gen
- Globalisierung
- Holocaust
- Image
- Inflation
- Information
- Jeans
- Jugendstil
- Kalter Krieg
- Kaugummi
- Klimakatastrophe
- Kommunikation
- Konzentrationslager
- Kreditkarte
- Kugelschreiber
- Luftkrieg
- Mafia
- Manipulation
- Massenmedien
- Molotowcocktail
- Mondlandung
- Oktoberrevolution
- Panzer
- Perestroika
- Pille
- Planwirtschaft
- Pop
- Psychoanalyse
- Radar
- Radio
- Reißverschluss
- Relativitätstheorie
- Rock and Roll
- Satellit
- Säuberung
- Schauprozess
- Schreibtischtäter
- Schwarzarbeit
- Schwarzer Freitag
- schwul
- Selbstverwirklichung
- Sex
- Single
- Soziale Marktwirtschaft
- Sport
- Sputnik
- Star
- Stau
- Sterbehilfe
- Stress
- Terrorismus
- U-Boot
- Umweltschutz
- Urknall
- Verdrängung
- Vitamin
- Völkerbund
- Völkermord
- Volkswagen
- Währungsreform
- Weltkrieg
- Wende
- Werbung
- Wiedervereinigung
- Wolkenkratzer

## Neuere Liste (2023)
Der Sprachwissenschaftler Hans Jürgen Heringer erstellte 2023 eine weitere kommentierte Liste von Jahrhundertwörtern (siehe Literatur):
- 68er
- Ahnenerbe
- Antifa
- Arisierung
- artfremd
- Asyl
- aufreißen
- ausschalten
- Avatar
- Backfisch
- Besserwessi
- Bestseller
- Bikini
- Bildungskatastrophe
- Blauhemden
- Blaustrumpf
- Blindgänger
- Bombenteppich
- Burgfrieden
- Chancengleichheit
- Chaoten
- Chauvi
- Dampf machen
- Das Unbewusste
- Der Dativ ist dem Genitiv sein Tod
- Deutsch-deutsch
- DM
- Die Wehrmacht
- Dolchstoßlegende
- entartet
- Entwelschung
- Erbfeind
- fanatisch
- Franzmann
- Gastarbeiter
- GAU
- Glasnost
- Höhere Töchter
- Im Westen nichts Neues
- Intellektuelle
- Jetztzeit
- Kiez
- klammheimlich
- Kohlenklau
- KZ
- La Ola
- Mauerspechte
- Maut
- Mischehe
- Multikulti
- Music Box
- Notexamen
- Notgeld
- Onkelehe
- Pille
- Plagiat
- Propaganda
- Quisling
- rasant
- RAF
- Rechtschreibreform
- Reichskristallnacht
- Schickimicki
- Schlotbarone
- schneidig
- Schrittmacher
- Schwulitäten
- Sit-in
- Soli
- Sonderbehandlung
- Sprachdummheiten
- Sprachgefühl
- Sprachspiel
- Stasi
- Sterbehilfe
- Stunde Null
- Störfall
- Sympathisanten
- Trommelfeuer
- Trümmerfrauen
- Umwelt
- Unmensch
- unterbelichtet
- Untermensch
- Unwort
- Vatermörder
- verfranzen
- Waldsterben
- Wende
- Wolkenkratzer
- Zeitraffer
- Zigarettenwährung
- Zivi
- Zwangsanleihe

Nur sechs Begriffe sind in beiden Listen enthalten: Bikini, Konzentrationslager/KZ, Pille, Sterbehilfe, Wende, Wolkenkratzer.